# Hiram Warner

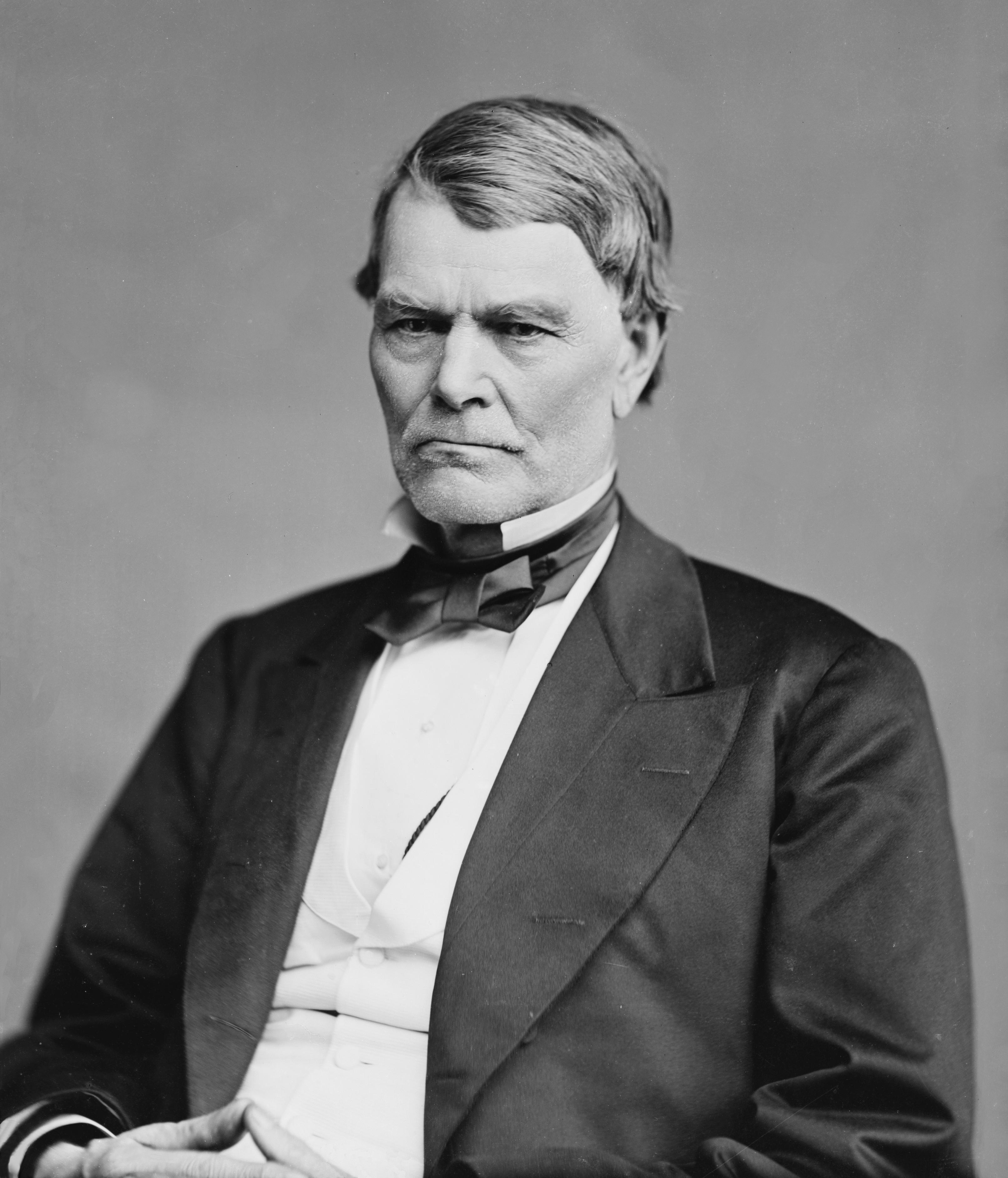
Hiram Warner

Hiram Warner (* 29. Oktober 1802 in Williamsburg, Hampshire County, Massachusetts; † 30. Juni 1881 in Atlanta, Georgia) war ein US-amerikanischer Politiker. Zwischen 1855 und 1857 vertrat er den Bundesstaat Georgia im US-Repräsentantenhaus.

## Werdegang
Nach einer guten Schulausbildung zog Hiram Warner im Jahr 1819 nach Georgia, wo er drei Jahre lang als Lehrer tätig war. Nach einem anschließenden Jurastudium und seiner im Jahr 1825 erfolgten Zulassung als Rechtsanwalt begann er in Knoxville in seinem neuen Beruf zu arbeiten. Gleichzeitig schlug er eine politische Laufbahn als Mitglied der Demokratischen Partei ein. Zwischen 1828 und 1831 war er Abgeordneter im Repräsentantenhaus von Georgia. Im Jahr 1830 verlegte er seinen Wohnsitz und seine Anwaltskanzlei zunächst nach Talbotton und dann nach Greenville.
Zwischen 1833 und 1840 war Warner Richter am Superior Court of Georgia; von 1846 bis 1853 fungierte er als Richter am obersten Gerichtshof seines Staates. Bei den Kongresswahlen des Jahres 1854 wurde er im vierten Wahlbezirk von Georgia in das US-Repräsentantenhaus in Washington, D.C. gewählt, wo er am 4. März 1855 die Nachfolge von William Barton Wade Dent antrat. Da er im Jahr 1856 auf eine erneute Kandidatur verzichtete, konnte er bis zum 3. März 1857 nur eine Legislaturperiode im Kongress absolvieren. Diese war von den Ereignissen und Diskussionen im Vorfeld des Bürgerkrieges geprägt.
Zwischen 1865 und 1867 war Warner Bezirksrichter im Coweta County. In den Jahren 1867 und 1868 sowie zwischen 1872 und 1880 führte er als Chief Justice den Vorsitz am Supreme Court of Georgia, wobei er die Nachfolge von Joseph Henry Lumpkin antrat. Danach zog er sich in den Ruhestand zurück, den er aber nicht mehr lange genießen konnte, da er am 30. Juni 1881 verstarb.